# Peeni Henare

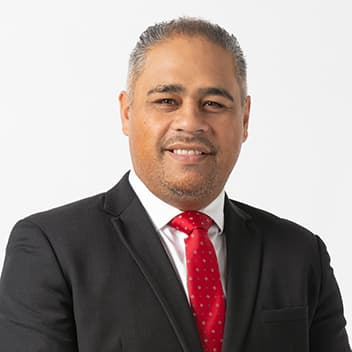
Peeni Henare (2020)

Peeni Henare (* 1980 in Auckland, Neuseeland) ist ein neuseeländischer Politiker der New Zealand Labour Party.

## Leben
Peeni Henare wurde 1980 in Auckland geboren und stammt von den Māori-Stämmen Ngāpuhi und Ngāti Hine ab. Sein Vater war Erima Henare, Leiter der Māori Language Commission, sein Großvater, Sir James Henare, Oberstleutnant des Māori-Bataillon und sein Urgroßvater Taurekareka Henare, Mitglied des New Zealand Parliament in den Jahren 1914 bis 1938. Peeni Henare leitet daraus seine Vorbestimmung für die Politik ab.

## Berufliche Tätigkeit
Bevor Henare sich aktiv der Politik widmete, arbeitete er als Geschäftsmann, Rundfunksprecher und Lehrer.

## Politische Karriere
Henares politische Karriere begann im Jahr 2014, als er über das Māori Electorate Tāmaki Makaurau einen Sitz im Parlament gewann.

### Ministerämter in der Regierung Ardern
Als Labour unter der Führung von Jacinda Ardern die Parlamentswahl 2017 gewann, holte Ardern Henare für folgende Ministerposten ins 1. Kabinett ihrer Regierung:
| Minister                                        | vom               | bis              |
| ----------------------------------------------- | ----------------- | ---------------- |
| Minister for the Community and Voluntary Sector | 26. Oktober 2017  | 6. November 2020 |
| Minister for Whānau Ora                         | 26. Oktober 2017  | 6. November 2020 |
| Minister for Youth                              | 26. Oktober 2017  | 6. November 2020 |
| Minister for Social Development                 | 26. Oktober 2017  | 6. November 2020 |
| Associate Minister for ACC                      | 7. September 2018 | 6. November 2020 |
| Minister for Civil Defence                      | 28. Juni 2019     | 6. November 2020 |
| Associate Minister of Health (Māori Health)     | 28. Juni 2019     | 6. November 2020 |

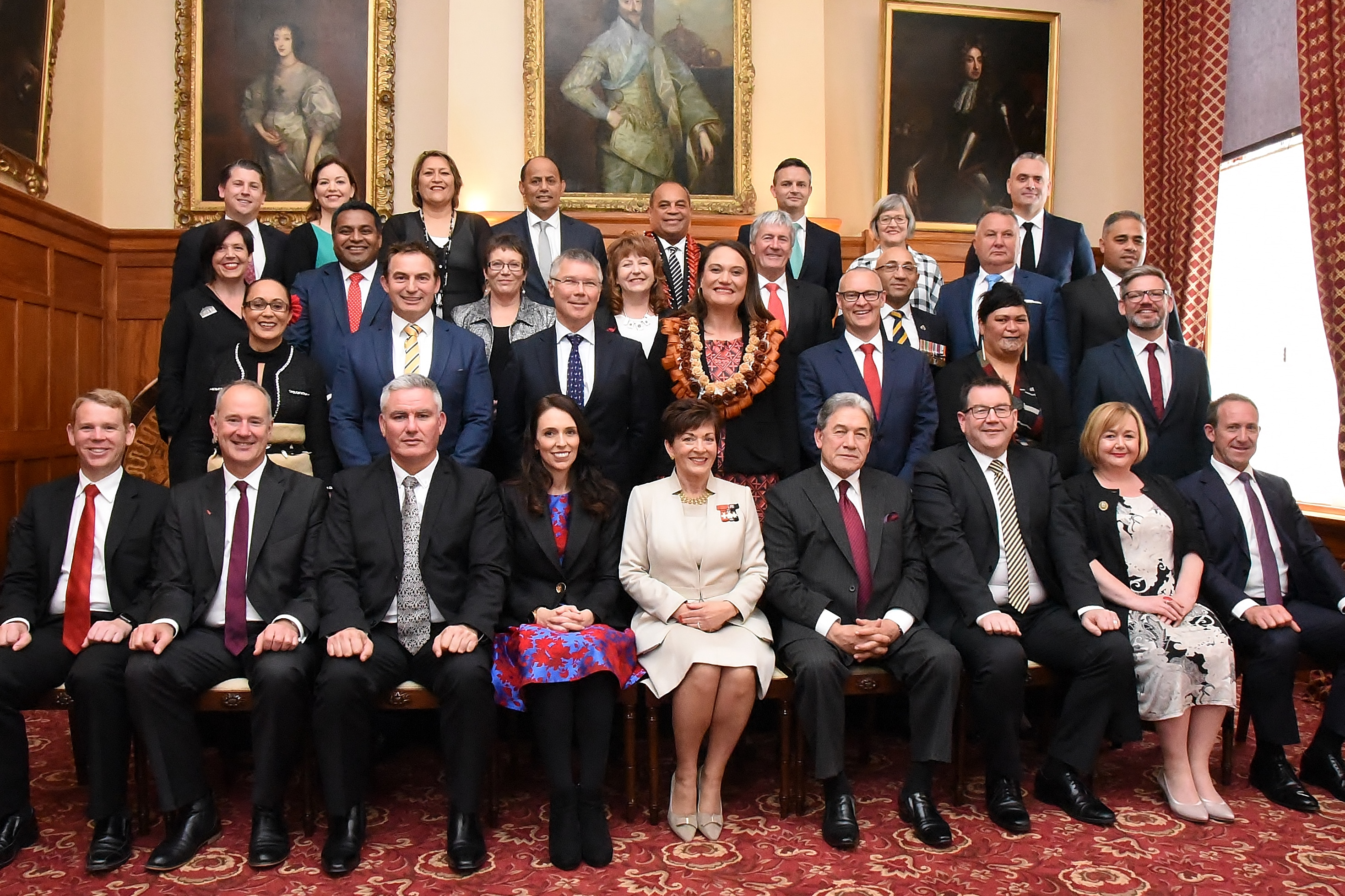
Peeni Henare (2017)
1. von rechts in der dritten Reihe

Nach der Wiederwahl von Labour im November 2020 bildete Ardern ihre Regierung um. Henare wurde Mitglied des 2. Kabinett und wurde mit folgenden Ministerposten betraut:

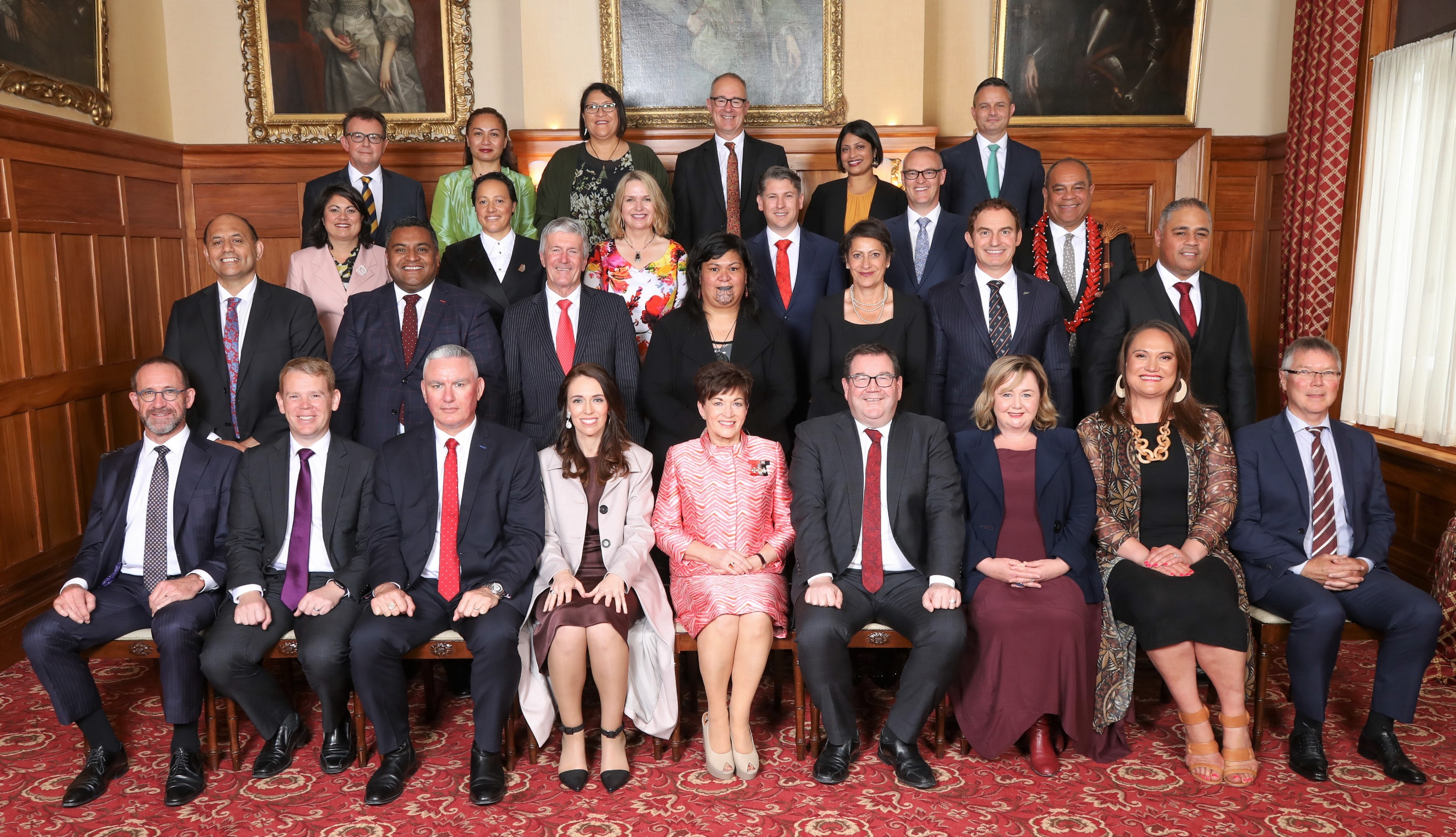
Peeni Henare (2020)
1. von rechts in der zweiten Reihe

| Minister                                      | vom              | bis             |
| --------------------------------------------- | ---------------- | --------------- |
| Minister of Defence                           | 6. November 2020 | 25. Januar 2023 |
| Minister for Whānau Ora                       | 6. November 2020 | 25. Januar 2023 |
| Associate Minister of Health (Māori Health)   | 6. November 2020 | 25. Januar 2023 |
| Associate Minister of Housing (Māori Housing) | 6. November 2020 | 25. Januar 2023 |
| Associate Minister of Tourism                 | 6. November 2020 | 25. Januar 2023 |

### Ministerämter in der Regierung Hipkins
Mit dem Rücktritt von Jacinda Ardern als Premierministerin in der laufenden Legislaturperiode und der Übernahme des Amtes durch ihren Parteikollegen Chris Hipkins am 25. Januar 2023, blieben alle Ministerämter von Henare unverändert.
| Minister                                       | vom             | bis               |
| ---------------------------------------------- | --------------- | ----------------- |
| Minister of Defence                            | 25. Januar 2023 | 1. Februar 2023   |
| Associate Minister of Housing (Māori Housing)  | 25. Januar 2023 | 1. Februar 2023   |
| Associate Minister of Tourism                  | 25. Januar 2023 | 1. Februar 2023   |
| Minister for Whānau Ora                        | 25. Januar 2023 | 27. November 2023 |
| Associate Minister of Health (Māori Health)    | 25. Januar 2023 | 27. November 2023 |
| Minister for Accident Compensation Corporation | 1. Februar 2023 | 27. November 2023 |
| Minister of Tourism                            | 1. Februar 2023 | 27. November 2023 |
| Associate Minister for Environment             | 1. Februar 2023 | 27. November 2023 |
| Minister for Forestry                          | 12. April 2023  | 27. November 2023 |
| Acting Minister for Veteran                    | 3. Mai 2023     | 10. Mai 2023      |
| Minister for Veterans                          | 10. Mai 2023    | 27. November 2023 |

Quellen: Department of the Prime Minister and Cabinet New Zealand Parliament
Mit der nachfolgenden regulären Parlamentswahl, die am 14. Oktober 2023 stattfand, verlor die Labour Party ihre Regierungsmehrheit an die New Zealand National Party.
Henare verlor seinen Wahlkreis Tāmaki Makaurau mit einer Differenz von nur 43 Stimmen und musste sich damit mit dem zweiten Platz begnügen. Sein Sitz im Parlament war aber über das Listenmandat seiner Partei abgesichert.